# 斯波爾丁 (愛達荷州)
斯波爾丁（英語：Spalding）是位於美國愛達荷州內茲珀斯縣的一個非建制地區。

## 地理
斯波爾丁的座標為46°26′49″N 116°49′03″W / 46.44694°N 116.81750°W，而該地的平均海拔高度為248米（即814英尺）。